# Xavier Lemoine
Pour les articles homonymes, voir Lemoine.
Xavier Lemoine, né le 13 juillet 1960 à Boulogne-Billancourt, est un homme politique français. Vice-président du Parti chrétien-démocrate, il est maire de Montfermeil depuis 2002.

## Biographie

### Origines, jeunesse et formation
Xavier Lemoine est originaire de Vendée. Issu d’une famille nombreuse, il est père de sept enfants et grand-père de deux petits-enfants. Il a travaillé jeune dans la marine, avant d'étudier à l'Institut des relations publiques et de la communication d'Angers.

### Parcours politique
Membre du Mouvement pour la France puis de l'UMP, il est maire de Montfermeil depuis juin 2002 et est réélu avec 60,23 % des voix au premier tour en mars 2008 ; on le retrouve en 2009, 7e de la liste UMP aux élections européennes (Île-de-France) présenté par le Forum des républicains sociaux (FRS), l'un des partis fondateurs de l'UMP. Il annonce son adhésion au Parti chrétien-démocrate lors de sa fondation en juin 2009. Il est réélu maire en mars 2014, avec 61,34 % des voix (4 285 bulletins) au premier tour de scrutin.
Il est élu le 21 janvier 2016 conseiller métropolitain délégué de la métropole du Grand Paris.
Le 20 juillet 2016, il est investi par le parti Les Républicains dans la douzième circonscription de la Seine-Saint-Denis pour les élections législatives de 2017, avant que cette investiture ne lui soit retirée pour être confiée à l'UDI Ludovic Toro. Il ne parraine aucune candidature pour l'élection présidentielle de 2017.
La liste qu’il conduit pour obtenir un nouveau mandat en mars 2020 l’emporte dès le premier tour avec 58,82 % des voix.

## Actions et prises de positions

### Arrêté«anti-bandes»
Le 7 avril 2006, Xavier Lemoine prend la décision d'interdire à tous les mineurs de 15 à 18 ans, de « circuler à plus de trois » dans une partie du centre-ville de Montfermeil, de jour comme de nuit, jusqu'au 30 juin 2006. Un second arrêté municipal, publié le même jour, interdit également aux moins de 16 ans de « circuler librement » sans être accompagné d'un majeur dans le centre, de 20 heures à 5 heures du matin, jusqu'au 30 juin.
Il entendait ainsi répondre à l'explosion de la délinquance (+200 % de vols avec violence).
Le 5 mai 2006, le tribunal administratif de Cergy-Pontoise a suspendu les deux arrêtés, considérant qu'ils portaient une atteinte trop importante aux libertés fondamentales.
En 2009, les parties plaignantes sont déboutées par le Tribunal administratif.

### Propos sur l'«islamisation»de la France
Xavier Lemoine a été accusé à plusieurs reprises d'islamophobie.
En juin 2006, il affirme :

« Quand la France renie sa propre histoire et passe son temps à s'excuser de l'esclavage, de ses conquêtes et du colonialisme, faut-il s'étonner que les immigrés relèvent la tête, qu'ils s'en prennent à la France, et qu'ils ne la respectent pas ? Malheureusement, la France ne leur a pas demandé de changer. Elle les autorise à parler arabe, et à cultiver leur héritage, aux dépens de la culture française. »

### Pour une alliance entre les droites
À l'instar de Christian Vanneste, Xavier Lemoine se déclare favorable à un rapprochement entre l'UMP et le Front national, et déclare sur Radio Courtoisie en 2012 avoir « des élus de cette sensibilité dans son conseil municipal ».
En 2010, il souhaite briser le tabou de l'alliance avec le Front national : « Il est nécessaire et indispensable que l'on arrive à cette union de toutes les droites, y compris avec le FN ».
En 2015, il regrette que le FN soit « de plus en plus fermé » mais explique soutenir Robert Ménard à Béziers. Invité par ce dernier, il participe en mai 2016 au lancement du mouvement Oz ta droite dont il dit approuver la quasi-totalité des 51 mesures de sa plate-forme (dont la fin du statut des fonctionnaires pour une partie des nouveaux ; fin des 35 heures ; retraite à 65 ans ; rétablissement de la double peine ; droit du sang ; abrogation de la loi Taubira sur le mariage pour tous...) expliquant que cette initiative crée un rapport de force notamment « vis-à-vis de la droite traditionnelle et des Républicains, en leur disant qu’ils feraient bien de ne pas négliger un certain nombre de sujets, ce n’est pas neutre pour les échéances qui arrivent ».
En octobre 2016, il rejoint le Cercle Fraternité, consacré aux questions sociétales et familiales, composé de membres du Front national, du Parti chrétien-démocrate (Jean-Frédéric Poisson), du réseau L'Avant-Garde (Charles Millon, Charles Beigbeder), du Mouvement pour la France ou encore du parti Souveraineté, identité et libertés (SIEL).

### Questions sociétales
En octobre 2012, il déclare qu'il n'entend pas célébrer de mariage homosexuel dans sa mairie : « Si la loi sur le mariage entre personnes du même sexe est votée, j'espère qu'elle prévoira une clause de conscience qui permettra aux élus de ne pas avoir à rendre cette célébration ». En date du 10 juillet 2013, il fait voter par sa majorité au conseil municipal (l'opposition ayant voté contre ce texte) une délibération lui permettant de faire acte d'objection de conscience en cas de demande de célébration de mariage homosexuel et déclare dans cette délibération transmettre toute demande au préfet pour qu'il officie en ses lieu et place. Cette délibération est annulée par le juge des référés du tribunal administratif de Montreuil en date du 28 octobre 2013 à la demande du préfet, saisi par les élus Front de gauche du conseil municipal[réf. souhaitée].
Débouté par la cour d'appel de Versailles et le Conseil d’État, Xavier Lemoine saisit en janvier 2017 la Cour européenne des droits de l'homme pour tenter de faire reconnaître sa « liberté de conscience » lui permettant personnellement dans l'exercice de son mandat municipal d'appliquer ou non cette loi, en vain.
Xavier Lemoine a aussi pris position contre le droit à l'avortement et le droit à l'euthanasie et au suicide assisté, contre l'adoption par des couples de même sexe et il est signataire ainsi que son prédécesseur Pierre Bernard d'une déclaration demandant la dissolution du mouvement Femen.

### Identité et histoire
Présent à la grande procession en l'honneur de saint Louis organisée le 17 mai 2014 à Paris, entre l'église Saint-Eugène (9e arrondissement de Paris) et la cathédrale Notre-Dame de Paris, il déclare : « Un peuple amnésique est un peuple qui n'aura plus d'histoire. Donc, c'est aller chercher au plus profond de notre histoire, non pas la répétition de ce qui est à faire, mais l'inspiration de ce qui est à faire pour aujourd'hui ».

### Pandémie de Covid-19
Durant la pandémie de Covid-19, il critique les mesures sanitaires décidées par le gouvernement français, relayant régulièrement des contenus venus des sites de « réinformation ». En août 2021, dans le journal municipal à destination de ses administrés et sur les réseaux sociaux, il publie un éditorial dans lequel il affirme que les vaccins contre la Covid-19 sont une « thérapie génique » et appelle les parents à réfléchir avant de faire administrer ceux-ci à leurs enfants. Il défend l'existence de « traitements précoces » préventifs ainsi que curatifs dès les premiers symptômes afin d’éviter les formes graves de la Covid. Son initiative entraîne les critiques des autorités sanitaires locales,. Le 2 septembre 2022, en réaction, l'ONG d'information et de médiation scientifique Citizen4Science publie une « lettre ouverte au maire de Montfermeil, contre le poison de la désinformation » dans le magazine Le Point, que cosignent une dizaine de professionnels de santé dont les professeurs de médecine Frédéric Adnet et Karine Lacombe,,.

## Décoration
Xavier Lemoine est nommé directement au grade d'officier de l'ordre national du Mérite, le 29 janvier 2025, au titre de « président d'un établissement public territorial, maire de Montfermeil (Seine-Saint-Denis) ; 47 ans de services »